# Радошич (Синь)
Радошич (хорв. Radošić) — населений пункт у Хорватії, в Сплітсько-Далматинській жупанії у складі міста Синь.

## Населення
Населення за даними перепису 2011 року становило 686 осіб.
Динаміка чисельності населення поселення:

## Клімат
Середня річна температура становить 11,55 °C, середня максимальна – 25,07 °C, а середня мінімальна – -2,57 °C. Середня річна кількість опадів – 932 мм.
| Клімат поселення                              | Клімат поселення | Клімат поселення | Клімат поселення | Клімат поселення | Клімат поселення | Клімат поселення | Клімат поселення | Клімат поселення | Клімат поселення | Клімат поселення | Клімат поселення | Клімат поселення | Клімат поселення |
| Показник                                      | Січ.             | Лют.             | Бер.             | Квіт.            | Трав.            | Черв.            | Лип.             | Серп.            | Вер.             | Жовт.            | Лист.            | Груд.            |                  |
| Середній максимум, °C                         | 8,42             | 8,78             | 11,89            | 15,54            | 20,24            | 24,19            | 25,03            | 25,07            | 20,71            | 16,29            | 11,20            | 8,63             |                  |
| Середня температура, °C                       | 2,92             | 3,29             | 6,39             | 10,04            | 14,75            | 18,70            | 20,99            | 21,00            | 16,64            | 12,24            | 7,16             | 4,57             |                  |
| Середній мінімум, °C                          | −2,57            | −2,2             | 0,90             | 4,54             | 9,24             | 13,21            | 16,91            | 16,95            | 12,58            | 8,18             | 3,08             | 0,50             |                  |
| Норма опадів, мм                              | 76               | 67               | 72               | 78               | 65               | 66               | 44               | 57               | 82               | 104              | 120              | 101              |                  |
| Середньомісячна швидкість вітру, м/с          | 2.56             | 2.87             | 2.96             | 2.82             | 2.52             | 2.22             | 2.22             | 2.11             | 2.34             | 2.44             | 2.88             | 2.92             |                  |
| Середньомісячна сонячна радіація, кДж/м²·день | 5467             | 8239             | 11811            | 16179            | 19913            | 22513            | 24145            | 21220            | 15891            | 10324            | 5950             | 4621             |                  |
| --------------------------------------------- | ---------------- | ---------------- | ---------------- | ---------------- | ---------------- | ---------------- | ---------------- | ---------------- | ---------------- | ---------------- | ---------------- | ---------------- | ---------------- |
| Джерело:                                      |                  |                  |                  |                  |                  |                  |                  |                  |                  |                  |                  |                  |                  |